# Sigvald Johannesson
Sigvald Johannesson  (Dinamarca, 1877 – 1953) foi um engenheiro civil, conhecido por seu projeto da Pulaski Skyway.